# Taiwanische Badmintonmeisterschaft 1964
Die Taiwanische Badmintonmeisterschaft der Saison 1963/1964 fand vom 18. bis zum 20. Oktober 1963 Taipeh statt. Es war die neunte Auflage der nationalen Titelkämpfe von Taiwan im Badminton.

## Titelträger
| Disziplin    | Sieger                                  |
| ------------ | --------------------------------------- |
| Herreneinzel | Sangob Rattanusorn                      |
| Dameneinzel  | Chai Chuen Chi                          |
| Herrendoppel | Sangob Rattanusorn Sanguan Anandhanonda |
| Damendoppel  | Li Ling Fun Chai Chuen Chi              |
| Mixed        | Ho Wan Ming Chien Jui Chu               |